# 90'erne f.Kr.
Århundreder: 2. århundrede f.Kr. – 1. århundrede f.Kr. – 1. århundrede
Årtier: 140'erne f.Kr. 130'erne f.Kr. 120'erne f.Kr. 110'erne f.Kr. 100'erne f.Kr. – 90'erne f.Kr. – 80'erne f.Kr. 70'erne f.Kr. 60'erne f.Kr. 50'erne f.Kr. 40'erne f.Kr.
År: 99 f.Kr. 98 f.Kr. 97 f.Kr. 96 f.Kr. 95 f.Kr. 94 f.Kr. 93 f.Kr. 92 f.Kr. 91 f.Kr. 90 f.Kr.